# 冠生园

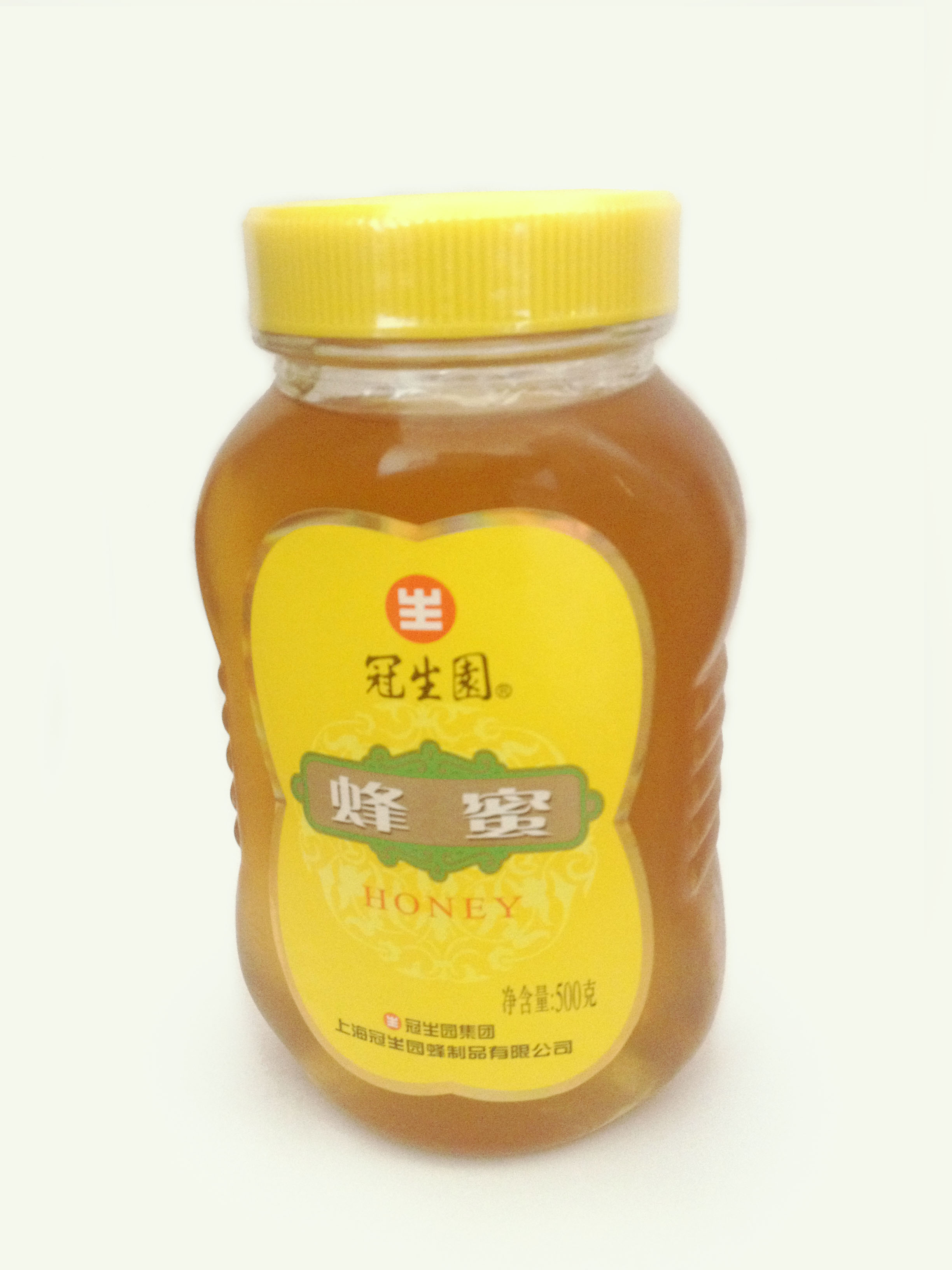
冠生园蜂蜜

冠生园，由冼冠生初創於1918年上海，中国老字号企业，产品涵盖糖果、蜂制品、面制品、味精、调味料、酒类、饮料等。

## 历史
- 1923年 “生”字商标注册。
- 1924年 冠生园陆续在南京、汉口、杭州、天津、重庆、成都、贵阳、昆明等地创设分店（分公司）。
- 1928年 冠生园在上海漕河泾购地40余亩，辟为农场。1932年 随后在杭州超山购置梅林、种植梅子，专设陈皮梅制造厂。
- 1933年 冼冠生率各部门负责人到日本参观访问，得到启发，回国后制出了杏华软糖、鱼皮花生等产品，还雇佣外国技师制作了果酱夹心糖，在民国此类都是首创产品。
- 1934年 冠生园假座（借用）上海“大世界”举办月饼展览会，特邀影后胡蝶制成著名的宣传广告“唯中国有此明星，唯冠生园有此月饼”，轰动上海。
- 1938年 抗战全面爆发，冼冠生总经理将冠生园迁往陪都重庆，并在重庆留下了冠生园的字号牌匾。
- 1945年 抗战胜利，冼冠生总经理回到上海，致力于恢复冠生园旧貌。
- 1952年 4月21日，在“五反”运动中，冼冠生被诬指犯有“五毒”，受不了逼供，从冠生园楼上跳下，毙命在南京路上。冠生园旋即被当局接管。
- 1956年 冠生园实行公私合营，并更名为冠生园食品厂，其后中国青春蜂蜜厂加入，部分分部亦獨力分拆開去，從此與總號互不從屬。（改革開放後，一些独立出去的公司在重新併入總公司。）
- 1972年 周恩來总理将大白兔奶糖作为礼品赠送给美国总统尼克松。
- 1996年 上海冠生园统一字号，实现联合，冠生园（集团）有限公司改制成立。
- 2006年 冠生园成為首批被国家商务部认定为中华老字号企业之一[2]。
- 2016年 4月19日早上，冠生园前董事長翁懋在河南著名風景區雲台山旅遊時被山石砸中腦部，不治身亡，享年68歲。网传云台山景区當天對外通報稱死因與猴子蹬掉的石頭有關，成為新聞話題；三天後景区再於官方微博通報，只稱「被落石擊傷.....後因傷重，不幸身亡」。[3]
- 2021年 3月26日，上海知识产权法院對上海冠生园與成都市新都区冠生园之侵害商标权和不正当竞争纠纷案審結，新都冠生园赔偿上海冠生园50万元[4]。

## 负面事件

### 南京冠生園過期月餅事件
2001年中秋节前夕，南京冠生园月饼被揭發在過期月饼中提取馅料，再造新月餅應市。南京冠生园是1956年公私合营后冠生园的南京分部独立出的公司，和上海的冠生园集团有限公司等其他冠生园企业都继承了冠生园的品牌，但没有直接关系。2001年9月3日，中国中央电视台《新闻30分》播出了相关采访片段，此后举国哗然，南京冠生园不久即宣布破产，其他各地的冠生园品牌也受到影响，其中上海冠生园直至当年9月17日才恢复生产，当年中国大陆月饼市场低迷不振。
南京冠生園以過期月餅加工再造的做法，始於1993年。當時南京冠生园食品厂总经理吴震中堅稱這是行業慣例，又堅稱在卫生防疫法里，並没有明令禁止有關做法，他還說为什么厂家它不能公开地这样讲，只是因應消费者的心理状态。冠生園被質疑漠視消費者健康時，吳震中說：「这个我觉得你还没有跳出这个误区，我跟你讲，就是说今天政府你说它是漏洞也好，今天它法令规定说，个别产品或者分装的时候作为它的生产日期，这就给整个食品行业有了一个，我们不说它是漏洞，应该是有一个模糊的空间。」

### 大白兔奶糖福爾馬林汙染事件
2007年7月，菲律賓食品和藥品局（BFAD）聲稱， 大白兔奶糖含有福爾馬林，應該收回。冠生园聲稱，在菲律賓的假冒糖果可能是真正的罪魁禍首，並引用一個總部設在瑞士的SGS集團(該集團是世界上最大的檢驗和測試公司)上海子公司的報告，說準備銷往海外的糖果樣品沒有任何有毒物質。新加坡農業，食品和獸醫管理局的報告（ AVA ）也說：測試顯示，食用大白兔奶糖是安全的。然而2007年7月24日，菲律賓大白兔奶糖經銷商決定遵從BFAD的收回令。

### 大白兔奶糖三聚氰胺污染事件
2008年中國發現被三聚氰胺污染的乳製品。大白兔奶糖是中國許多受到三聚氰胺污染的乳製品之一，產品從多國商店的貨架上被移除。
2008年9月24日，英國連鎖超市 Tesco 對三聚氰胺污染報告作出反應，把所有大白兔奶糖從貨架收回“以防萬一”。香港食物安全中心在實驗室檢測大白兔奶糖三聚氰胺含量超標六倍後，發出警告。澳大利亞與紐西蘭要求收回大白兔奶糖。新加坡農業食品及獸醫局發出了警告，同時指出，雖然大白兔奶糖的三聚氰胺含量超標，但危險不如受污染的嬰幼兒奶粉。兩名記者根據新加坡的測試結果，算出一個體重60公斤的成人，如果每天吃超過47顆大白兔奶糖，吃一輩子，三聚氰胺才會超過耐受閾值。2008年9月，康涅狄格州消費者保護部警告消費者不要食用大白兔奶糖，因為康涅狄格州農業實驗室測試出它含有三聚氰胺。2008年9月，美国食品药品监督管理局警告消費者，大白兔奶糖可能被三聚氰胺污染，而美國的分銷商也收回產品。

### 偽造蜂蜜
2011年8月，北京傳媒揭發當地多家蜂蜜涉嫌造假。當地傳媒引述「綠籃子」食品安全科普團隊稱，在抽查的8個市面售賣的品牌蜂蜜中，有3個證實攙入「大米糖漿」，屬於假蜂蜜，包括「冠生園蜂蜜」等。在蜂蜜中掺入大米糖浆、蔗糖、饴糖、甜蜜素等，是为了降低成本，代替天然蜂蜜，给人以甜味和类似的感官感受。“掺假”蜂蜜自然与天然蜂蜜有区别，大米糖浆等营养价值不高。

### 旗下產品微博
- 冠生园蜂蜜的新浪微博
- 大白兔糖的新浪微博